# Tandonina
Tandonina es un género de foraminífero bentónico de la familia Duostominidae, de la superfamilia Duostominoidea, del suborden Robertinina y del orden Robertinida. Su especie tipo es Tandonina paula. 
Su rango cronoestratigráfico abarca el Bathoniense (Jurásico medio).

## Clasificación
Tandonina incluye a la siguiente especie:
- Tandonina paula †